# Комнина (Козани)
Комнина (греч. Κομνηνά) — город в префектуре (номе) Козани в периферии Западная Македония, Греция.
Расположен в муниципалитете Вермио (греч. Βέρμιο). По состоянию на 2001 год в городке проживало 1 120 постоянных жителей. Город находится на высоте 688 метров над уровнем моря.
В городке есть парк с памятником павшим и муниципальная школа.

## История
Подавляющее большинство населения — понтийцы. Преобладающим языком в этом районе является понтийский язык, диалект древнегреческого языка в Понте. В период между 1950 и 1990-ми годами около половины населения эмигрировало за границу, главным образом в Германию, Австралию и Соединенные Штаты.
В византийскую эпоху Комнина имел название Палеохори, затем он был уничтожен после завоевания региона Османской империей. Во время османского владычества Комнина это поселение было известно как тур. Utsena или тур. Üçane, от турецких слов üç (три) и ane (мать).

## Археологические памятники
На вершине горы Mavro Pouli есть небольшая пещера, склеп Кара-Али. Руины стен двух крепостей и поселений существуют в непосредственной близости от Комнины. Это холм DELTA, и второй — Ovon (по-понтийски, яйцо). Это подтверждается находкой таких объектов, как корпуса судов, медные монеты, основания опор, различные куски мрамора от зданий, два кольца из стекла, маленький виночерпий византийских времен и мраморные барельефы, где изображена женская фигура с туникой, шлем, копье и щит.